# Wojny śląskie

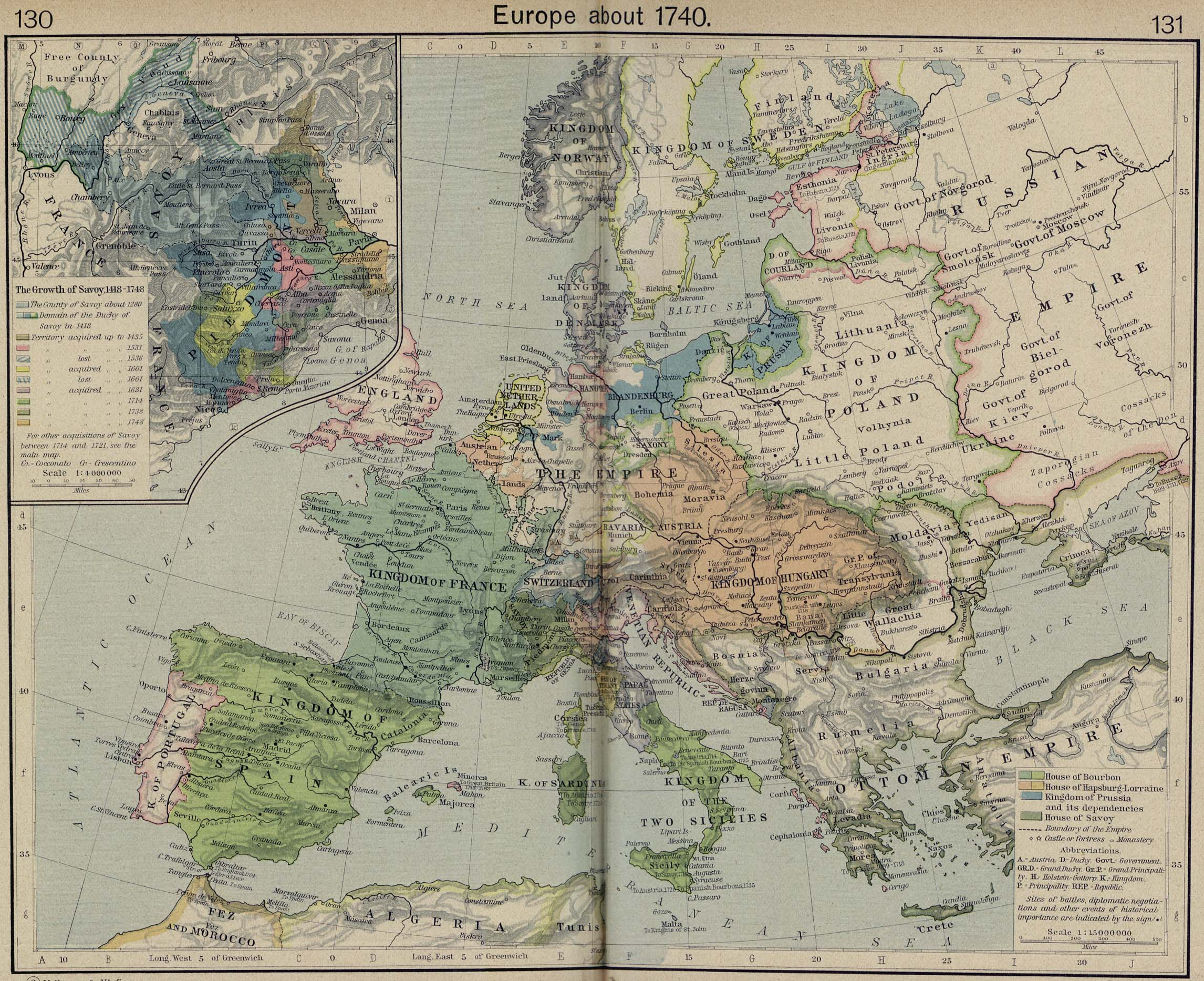
Europa, ok. 1740 r.

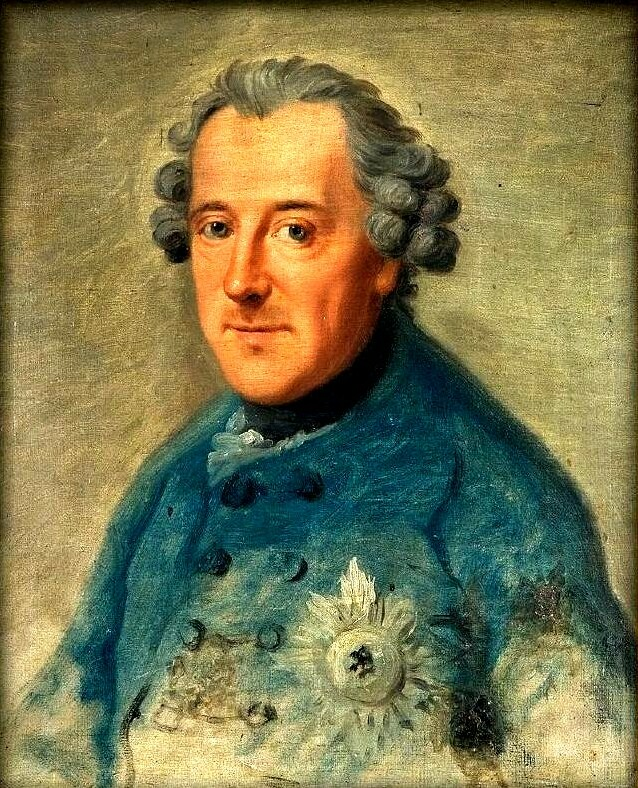
Fryderyk II Wielki

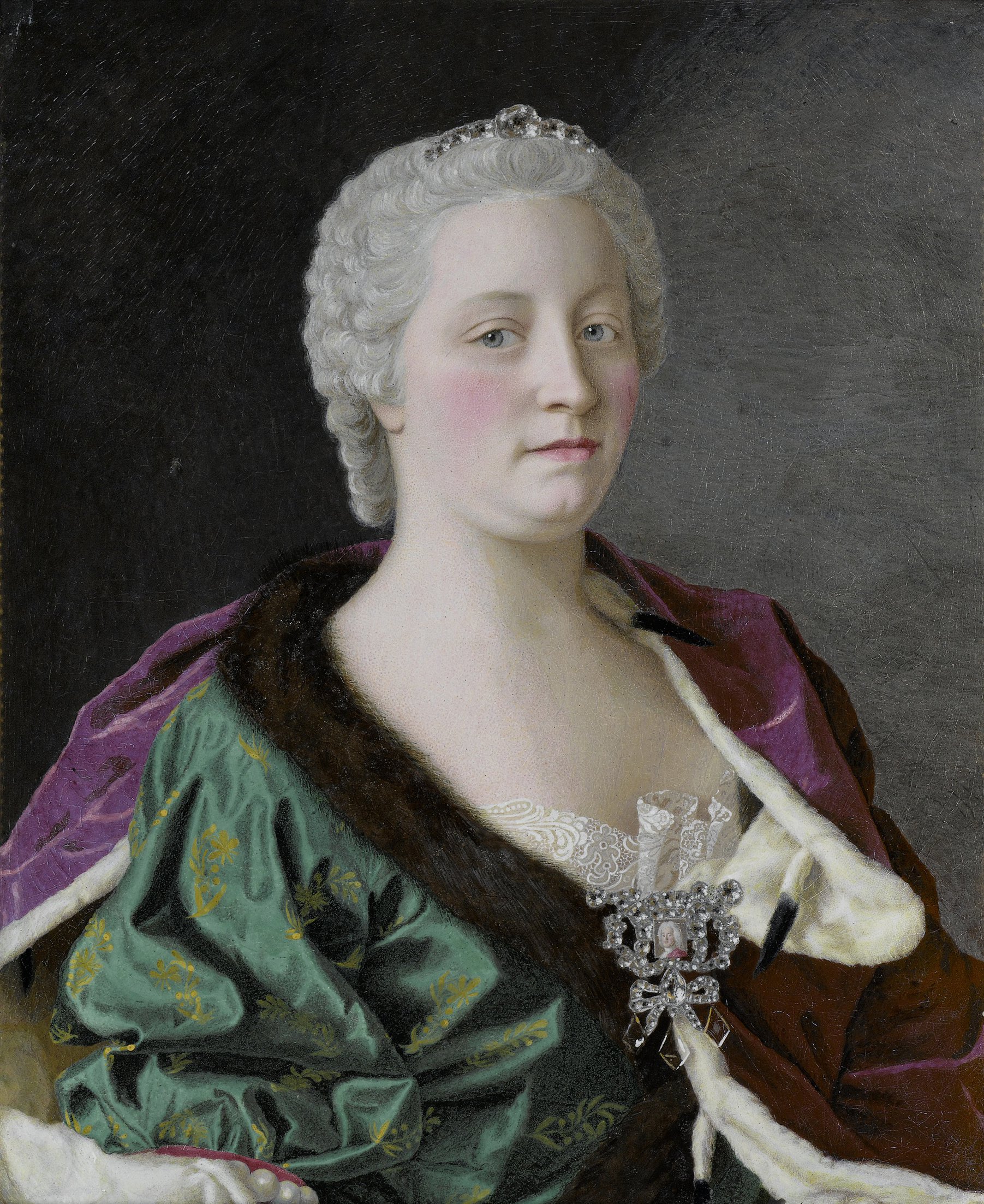
Maria Teresa Habsburg

Wojny śląskie – trzy wojny między monarchią Habsburgów a Prusami Hohenzollernów o panowanie nad Śląskiem, w wyniku których większość tej krainy razem z ziemią kłodzką przeszły we władanie Prus, a w konsekwencji znalazły się w zjednoczonych przez Hohenzollernów Niemczech. 

## Przyczyny
Fryderyk II Wielki zdecydował się zaatakować Śląsk, wykorzystując m.in. wzrastającą wrogość pomiędzy prześladującymi protestantów Habsburgami a w większości luterańską ludnością bogatej prowincji. Już wcześniej uciskana ludność cesarskiej części Śląska (w księstwach brzesko–legnickim i oleśnickim obowiązywała swoboda wyznania i kultu) zwracała się o protekcję do przechodzących przez jego terytorium wojsk szwedzkich (1706), bowiem Królestwo Szwecji na mocy kończącego wojnę trzydziestoletnią pokoju westfalskiego było gwarantem jego postanowień.
Fryderyk swe działania wspierał dodatkowo roszczeniami dynastycznymi, wynikającymi z podpisanego w 1537 roku układu o przeżycie pomiędzy elektorem Joachimem II Hektorem a księciem legnicko–brzeskim, Fryderykiem II z dynastii Piastów, który nie został zrealizowany ani w 1548 roku po śmierci Fryderyka II, ani w 1675 roku po wygaśnięciu dynastii Piastów; księstwo przejęli Habsburgowie.
Jednocześnie jednak Prusy związane były – potwierdzoną przez ojca Fryderyka II Wielkiego w 1713 roku – sankcją pragmatyczną, zobowiązującą je do zachowania jedności wszystkich ziem Habsburgów oraz wspierania jako następczyni i dziedziczki korony Marii Teresy, córki zmarłego cesarza Karola VI.

## I wojna śląska 1740–1742
Korzystając z zamieszania wywołanego sporami o sukcesję austriacką, Fryderyk II zawarł sojusz z Saksonią i 16 grudnia wkroczył na Śląsk, który udało mu się zająć wraz z Kłodzkiem w ciągu zaledwie dwóch miesięcy.
Walcząca na dwa fronty i stojąca w obliczu utraty Wiednia (vide: wojna o sukcesję austriacką), Maria Teresa zmuszona była w 1742 roku zawrzeć przedwcześnie taktyczny pokój we Wrocławiu, który przekazywał Prusom niemal całe terytorium Śląska oraz ziemię kłodzką. Przy Austrii pozostał jedynie Śląsk Cieszyński, Karniowski i Opawski. Jednak Maria Teresa nigdy nie pogodziła się ze stratą bogatej prowincji, co miało doprowadzić do II wojny.
Kalendarium
- 1740
  - 14 grudnia – antyaustriacki bunt we Wrocławiu
  - 16 grudnia – wkroczenie Fryderyka na Śląsk[2]
  - 28 grudnia – oblężenie Głogowa
- 1741
  - 3 stycznia – ogłoszenie neutralności Wrocławia i przejścia dla wojsk pruskich[4]
  - 10 stycznia – potyczka pod Otmuchowem
  - 9 marca – zdobycie Głogowa przez wojska pruskie[4]
  - 10 kwietnia – bitwa pod Małujowicami (niem. Mollwitz) koło Brzegu, mimo ucieczki Fryderyka Prusacy zwyciężyli[5]
  - 10 sierpnia – pacyfikacja Wrocławia przez wojska pruskie[6]
  - 9 października – rozejm habsbursko-pruski w Przydrożu Małym: Maria Teresa w zamian za neutralność Prus godzi się na pozostanie Dolnego Śląska przy Prusach oraz czasową okupację Śląska Górnego[7]
- 1742
  - 17 maja – bitwa pod Chotusicami, pruskie zwycięstwo[8]
  - 11 czerwca – podpisanie pokoju we Wrocławiu[3]
  - 28 lipca – potwierdzenie traktatu w Berlinie[9].

## II wojna śląska 1744–1745
Wobec odparcia ataku Bawarczyków i Francuzów na Wiedeń, Fryderyk II – nie chcąc pozwolić na zbytnie umocnienie się Habsburgów – zaatakował ponownie. Maria Teresa liczyła na odwrócenie karty niepowodzenia i odzyskanie utraconych ziem. Jej sojusznikami było Imperium Rosyjskie oraz lawirująca między nią a Prusami Saksonia Fryderyka Augusta II (w Polsce panującego jako August III Sas).
Wojska cesarskie zostały jednak pobite w bitwie pod Dobromierzem (niem. Hohenfriedburg) i bitwie pod Kotliskami (niem. Kesselsdorf), zaś cesarzowa zmuszona była zawrzeć pokój drezdeński w 1745 roku, który w kwestiach terytorialnych jedynie potwierdzał ciężkie warunki pokoju wrocławskiego. Zobowiązywał jednak Fryderyka II do uznania małżonka Marii Teresy – Franciszka I Lotaryńskiego za cesarza.
Kalendarium
- 1744
  - sierpień – wkroczenie Fryderyka do Czech[10]
  - 16 września – zajęcie Pragi
- 1745
  - 4 czerwca – bitwa pod Dobromierzem[10]
  - 30 września – bitwa pod Soor
  - 15 grudnia – bitwa pod Kesselsdorf[11]
  - 25 grudnia – podpisanie pokoju w Dreźnie[11]

## III wojna śląska 1756–1763
Wybuchła w momencie wtargnięcia przez Prusy do Saksonii. W istocie była europejskim epizodem wielkiej wojny siedmioletniej. W wielkim teatrze walki toczyły się o Śląsk, Saksonię oraz posiadłości kolonialne pomiędzy wielkimi koalicjami:
- Austrii (walczącej o Śląsk) sprzymierzonej z Imperium Rosyjskim, Królestwem Francji, Hiszpanią, Saksonią i państwami Rzeszy niemieckiej;
- Prus w aliansie z Wielką Brytanią, Hanowerem i kilkoma innymi państwami Rzeszy.

Zakończyła się pokojem w Hubertusburgu w 1763 roku.
Kalendarium
- 1756
  - wyprzedzające uderzenie Fryderyka na Saksonię
  - oblężenie i kapitulacja Pirny[13]
  - kampania pruska w Czechach
  - 1 października – bitwa pod Lovosicami (niem. Lobositz)[13]
- 1757
  - 18 czerwca – bitwa pod Kolinem, zwycięstwo wojsk cesarskich[14]
  - 7 września – bitwa pod Moys, zwycięstwo wojsk cesarskich
  - 5 listopada – bitwa pod Rossbach[15]
  - 22 listopada – bitwa pod Wrocławiem
  - 25 listopada – zajęcie Wrocławia przez Austriaków[16]
  - 5 grudnia – bitwa pod Lutynią (niem. Leuthen): zwycięstwo Fryderyka nad dwukrotnie silniejszym przeciwnikiem (39 tys. wobec 65 tys.)[17], 10 tys. zabitych, 12 tys. jeńców[18]
  - 21 grudnia – kapitulacja austriackiego garnizonu we Wrocławiu: 17 tys. jeńców, w tym 17 generałów
- 1758
  - 25 sierpnia – bitwa pod Sarbinowem między Prusakami i rosyjskim korpusem Fermora[19]
- 1759
  - 12 sierpnia – bitwa pod Kunowicami (niem. Kunersdorf), zwycięstwo habsburskie, Prusacy stracili 19 tys. ludzi i 172 armaty[20]
- 1760
  - zdobycie przez Austriaków szturmem twierdzy w Kłodzku
  - 23 czerwca – bitwa pod Kamienną Górą (niem. Landeshut)[21]
  - lato – oblężenie Wrocławia przez gen. von Laudona[21]
  - 15 sierpnia – bitwa pod Pątnowem Legnickim (niem. Panten); zwycięstwo Prusaków nad trzykrotnie większymi siłami austriackimi[22][21]
  - październik – zajęcie Berlina przez koalicję antypruską
- 1762
  - styczeń – śmierć carycy Elżbiety Romanowej; władzę przejmuje wielbiciel Fryderyka Piotr III, nakazując swoim wojskom przejście na stronę Prus[23]
  - lipiec – obalenie i zamordowanie Piotra III; tron obejmuje jego żona Katarzyna II, która wycofuje się z wojny[23]
  - 21 lipca – bitwa pod Burkatowem; Fryderyk pokonuje znacznie silniejszą armię austriacką
- 1763
  - rozpad koalicji antypruskiej
  - 15 lutego – pokój w Hubertusburgu: potwierdzenie status quo ante, a zarazem utrwalenie podziału Śląska, jaki nastąpił w wyniku I wojny śląskiej z lat 1740–1742[12]

## Zakończenie
Prusy były wykończone działaniami wojennymi. Gdyby nie rozpad koalicji antypruskiej za sprawą śmierci carycy – znany w historiografii jako cud domu brandenburskiego, wszystkie dotychczasowe zdobycze Fryderyka II zostałyby pogrzebane. Jego przeciwnicy posiadali nad nim miażdżącą przewagę wojskową, zaś jego wycieńczona armia była w rozsypce.
Ostateczny wynik był jednak lepszy niż oczekiwał Fryderyk, który nie zamierzał zagarnąć całego Śląska, a jedynie Śląsk Dolny, gdyż Górny Śląsk uważał za region mało wartościowy i nierozwinięty gospodarczo. Tymczasem z wyjątkiem Śląska Cieszyńskiego i Śląska Opawskiego, uzyskał on praktycznie cały Śląsk wraz z ziemią kłodzką. Paradoksalnie to właśnie na Górnym Śląsku rozwinęło się później górnictwo, a w XIX wieku inne gałęzie przemysłu ciężkiego. Część prowincji, która pozostała w granicach państwa Habsburgów, jako tzw. Śląsk Austriacki, rozwijała się odtąd odrębnie, co przejawiało się choćby w kulturze czy architekturze.
W trakcie wojen śląskich ogromne straty poniosła ludność Śląska, wśród której straty szacuje się na około 20% ogółu mieszkańców.